# Seznam znaků maďarských žup

Státní znak Maďarska

Znaky jednotlivých žup Maďarska ukazují široké spektrum místních vlivů a prvky z historie. Všech 20 žup včetně hlavního města Budapešti má vlastní znak nezávisle vytvořený na Státním znaku Maďarska. Některé župní znaky, jako například znaky žup: Fejér, Nógrád a Tolna však státní znak obsahují. 

## Přehled znaků
| Poloha | Znak | Župa                   | Článek o znaku                   |
| ------ | ---- | ---------------------- | -------------------------------- |
|        |      | Bács-Kiskun            | Znak župy Bács-Kiskun            |
|        |      | Baranya                | Znak župy Baranya                |
|        |      | Békés                  | Znak župy Békés                  |
|        |      | Borsod-Abaúj-Zemplén   | Znak župy Borsod-Abaúj-Zemplén   |
|        |      | Hlavní město Budapešť  | Znak hlavního města Budapešti    |
|        |      | Csongrád-Csanád        | Znak župy Csongrád-Csanád        |
|        |      | Fejér                  | Znak župy Fejér                  |
|        |      | Győr-Moson-Sopron      | Znak župy Győr-Moson-Sopron      |
|        |      | Hajdú-Bihar            | Znak župy Hajdú-Bihar            |
|        |      | Heves                  | Znak župy Heves                  |
|        |      | Jász-Nagykun-Szolnok   | Znaku župy Jász-Nagykun-Szolnok  |
|        |      | Komárom-Esztergom      | Znak župy Komárom-Esztergom      |
|        |      | Nógrád                 | Znak župy Nógrád                 |
|        |      | Pest                   | Znak župy Pest                   |
|        |      | Somogy                 | Znak župy Somogy                 |
|        |      | Szabolcs-Szatmár-Bereg | Znak župy Szabolcs-Szatmár-Bereg |
|        |      | Tolna                  | Znak župy Tolna                  |
|        |      | Vas                    | Znak župy Vas                    |
|        |      | Veszprém               | Znak župy Veszprém               |
|        |      | Zala                   | Znak župy Zala                   |